# Victor dos Santos Gonçalves

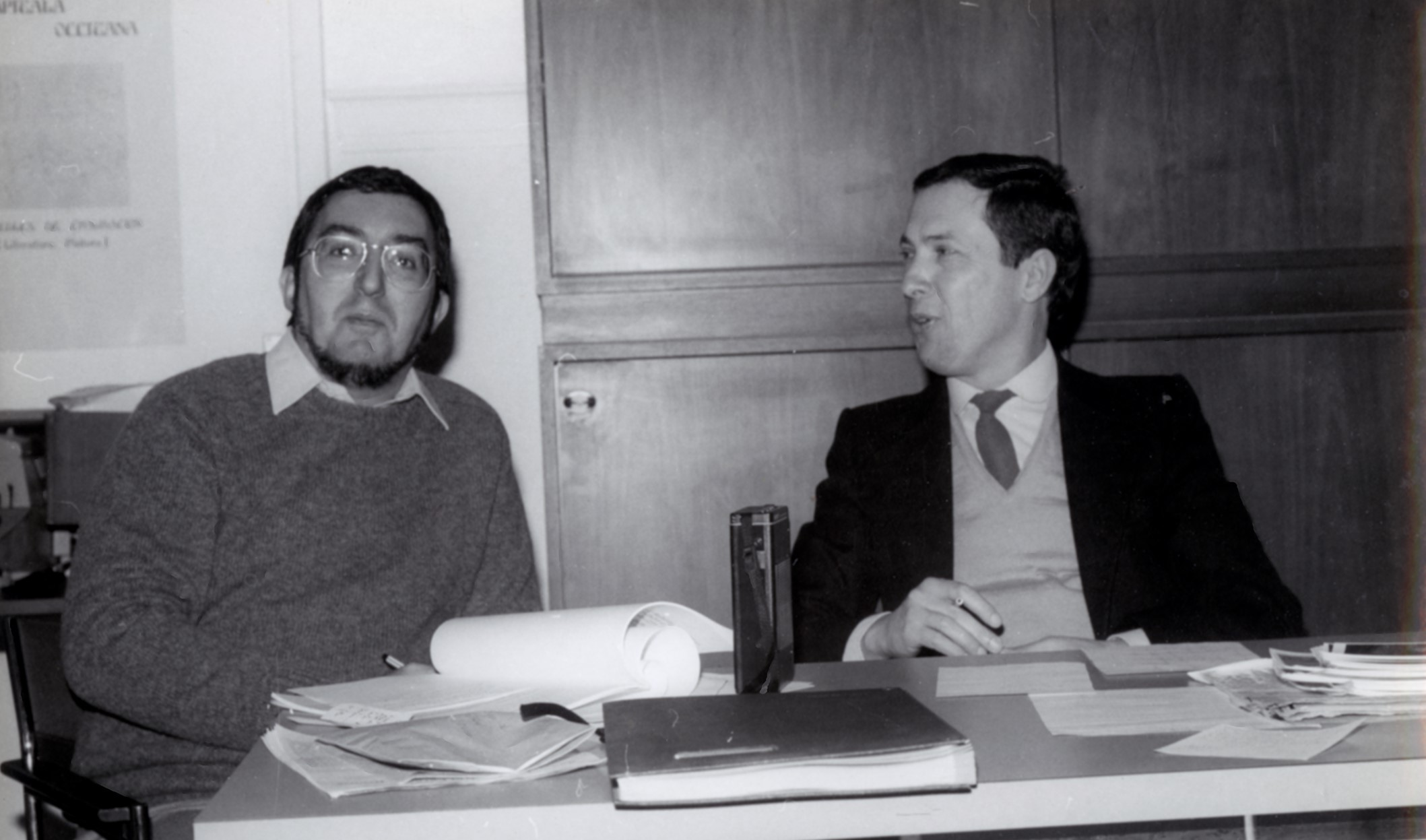
1982, Dezembro: em Toulouse, com Jean Guilaine

Victor Manuel dos Santos Gonçalves (Setúbal, 14 de maio de 1946 - Lisboa, 3 de dezembro de 2024), mais conhecido por Victor S. Gonçalves, foi um arqueólogo e pré-historiador português, tendo-se dedicado ao longo de cinco décadas às problemáticas da Pré-História no ocidente peninsular, com ênfase no Neolítico, Calcolítico e Megalitismo do Centro e Sul de Portugal. 
Foi responsável por mais de 50 escavações arqueológicas, intervencionando emblemáticos sítios como Cerro do Castelo de Santa Justa (Alcoutim), Cabeço do Pé da Erra (Coruche), as grutas artificiais do Casal do Pardo (Palmela) ou Vila Nova de São Pedro (Azambuja). É autor de mais de duas centenas de artigos e editou cerca de uma dezena de livros. 
Foi membro de mérito da Academia Portuguesa da História, assim como membro correspondente do Instituto Arqueológico Alemão.
Foi, desde 2020, Professor Emérito da Universidade de Lisboa.

## Sucinta biografia
Nasce em Setúbal a 14 de maio de 1946. Prosseguiu com os estudos na mesma cidade - primeiro na Escola Conde Ferreira e a seguir no Liceu Nacional de Setúbal - até à faculdade. 
Ingressou no ano lectivo 1963-64 no Curso de História da Faculdade de Letras de Lisboa, onde se licenciou a 20 de janeiro de 1970 com a classificação geral de 16 valores (17 na dissertação), defendendo como tese resultados das suas próprias escavações no Castro da Rotura (Setúbal).
Foi contratado em 1970 como assistente da Universidade de Luanda, onde ensinou durante dois anos (em Sá da Bandeira) Pré-História e Antiguidade Oriental. 
É convidado, em 1972, convidado pelos professores Jorge Borges de Macedo e Joaquim Veríssimo Serrão para orientar a unidade lectiva de Pré-História, na Faculdade de Letras da Universidade Lisboa.
Foi fundador, com Ana Margarida Arruda, do projecto CAALG (Carta Arqueológica do Algarve). Este projecto seria o embrião do que, posteriormente, seria a UNIARQ.
Defende, a 7 de janeiro de 1989, na Universidade de Lisboa, a sua tese de doutoramento, intitulada «Megalitismo e Metalurgia no Alto Algarve Oriental. Uma perspectiva integrada», tendo obtido a classificação máxima, concedida por unanimidade (Aprovado com Distinção e Louvor). 
Foi, desde 1993 e até se jubilar, o primeiro director do novo Centro de Arqueologia da Universidade de Lisboa - UNIARQ, nascido da cisão do antigo Centro de Arqueologia e História, do qual era secretário desde o ano lectivo de 1989/1990.

Jubilou-se, enquanto Professor Catedrático, das actividades de docência no ano lectivo de 2016/2017.

1990: em Santarém, no Jardim das Portas do Sol. Da esquerda para a direita do observador, Maria Helena Serrão, Gisela Medina, João Medina, Ana Margarida Arruda e VSG, Jorge Borges de Macedo e Guida Miriam. Foto JVS.

Juntamente com Ana Catarina Sousa, vence em 2019 o Prémio Prof. Doutor Pedro da Cunha e Serra da Academia da História com a monografia «Casas Novas numa curva do Sorraia (no 6.º milénio a.n.e. e a seguir)», editada pelo Centro de Arqueologia da Universidade de Lisboa.
Faleceu a 3 de dezembro de 2024, em Lisboa, aos 78 anos.
Para mais informação, ver 

## Intervenções arqueológicas (até 2015)
Povoados
1. Areias 15 (Reguengos De Monsaraz): 1 Campanha (1995);
2. Barranco Do Farinheiro (Coruche): 2 Campanhas (2012 a 2015);
3. Cabeço Do Pé Da Erra (Coruche): 8 Campanhas (1983-1985, 2011-2015);
4. Carraça 1 (Reguengos De Monsaraz): 3 Campanhas (1999 a 2001);
5. Casas Novas (Coruche): 2 Campanhas (2010, 2011);
6. Castro Da Rotura (Setúbal): 3 Campanhas (1967-1969);
7. Cerro Do Castelo De Corte João Marques (Loulé): 1 Campanha (1976);
8. Cerro Do Castelo De Santa Justa (Alcoutim): 7 Campanhas (1977-1985);
9. Comenda (Setúbal): 1 Campanha De Limpeza De Corte (1961);
10. Concheiro Da Cova Da Onça (Salvaterra De Magos): 1 Campanha (1984);
11. Fonte Dos Sapateiros (Reguengos De Monsaraz): 1 Campanha (1999);
12. Gorginos 6 (Reguengos De Monsaraz): 1 Campanha (1997);
13. Marco Dos Albardeiros (Reguengos De Monsaraz): 1 Campanha (1993);
14. Monte Da Mangancha (Vidigueira): 1 Campanha (1987);
15. Monte Novo Dos Albardeiros (Reguengos De Monsaraz): 2 Campanhas (1986, 1989);
16. Orizicultura-1 (Salvaterra De Magos): 1 Campanha (1984);
17. Pedra D’ouro (Alenquer): 1 Campanha (1973);
18. Quinta Do Lago (Loulé), Em Colaboração: 3 Campanhas (1984-1986);
19. Sala Nº 1 (Vidigueira): 3 Campanhas (1988, 1989, 1995);
20. Torre Do Esporão (Reguengos De Monsaraz): 2 Campanhas (1990-1991;
21. Torre Do Esporão 3 (Reguengos De Monsaraz): 1 Campanha (1991);
22. Vale Do Bôto (Castro Marim), Em Colaboração: 2 Campanhas (1981, 1982);
23. Vigia De Paio Peres Correia (Castro Marim): 1 Campanha (1981);
24. Vila Nova De S. Pedro (Azambuja): 3 Campanhas (1985-1986, 2010);
25. Xarez 04 (Reguengos De Monsaraz): 2 Campanha (1999-2000);
26. Xarez 11 (Reguengos De Monsaraz): 1 Campanha (1998);
27. Xarez 12 (Reguengos De Monsaraz): 5 Campanhas (1998-2002);
28. Xarez 40 (Reguengos De Monsaraz): 1 Campanha (1999);

Necrópoles
1. Anta 1 Do Piornal (Reguengos De Monsaraz): 1 Campanha (1999);
2. Anta 1 Do Xarez (Reguengos De Monsaraz): 2 Campanhas (1998, 2001);
3. Anta 1 Da Giralda (Alvito): 1 Campanha (1976)*;
4. Anta 1 Da Cegonha(Alvito): 1 Campanha (1976)*;
5. Anta 1 Da Brita (Alvito): 1 Campanha (1976)*;
6. Anta 2 Da Herdade De Santa Margarida (Reguengos De Monsaraz): 1 Campanha (2000);
7. Anta 2 Do Olival Da Pega (Reguengos De Monsaraz): 5 Campanhas (1990, 1992,1994, 1996, 1997);
8. Anta 2 Do Piornal (Reguengos De Monsaraz): 2 Campanhas (1998, 1999);
9. Anta 2 Dos Cebolinhos (Reguengos De Monsaraz): 2 Campanhas (1996-1997);
10. Anta 3 Da Herdade De Santa Margarida (Reguengos De Monsaraz): 1 Campanha (2001);
11. Anta 3 Do Piornal (Reguengos De Monsaraz): 2 Campanhas (1999-2000);
12. Anta Da Cumeada (Loulé)*, Na Verdade Um Tholos Completamente Saqueado Por Um Antiquário De Loulé: 1 Campanha (1977);
13. Anta Da Masmorra (Tavira)*: 1 Campanha (1977);
14. Anta Das Pedras Altas (Tavira): 1 Campanha (1977);
15. Anta Do Curral Da Castelhana (Tavira): 1 Campanha (1977);
16. Anta Do Monte Novo Do Piornal (Reguengos De Monsaraz): 1 Campanha (1998);
17. Anta Dos Penedos De S. Miguel (Crato): 3 Campanhas (1980-1983);
18. Anta Grande Do Tapadão (Crato): 2 Campanhas (1983-1984);
19. Cova Das Lapas (Alcobaça): 3 Campanhas (1984, 1986, 1987);
20. Espaços Inter-funerários Da Necrópole De Alapraia (Cascais); Nomeadamente Casal Saloio: 3 Campanhas (2006-2008);
21. Gruta Artificial Alapraia 3 (Cascais): 2 Campanhas (2005-2006);
22. Gruta Da Marmota (Alcanena): 3 Campanhas (1973, 1974);
23. Grutas Artificiais Do Casal Do Pardo, Espaços Inter-funerários (Quinta Do Anjo): 1 Campanha (2013);
24. Monumento 24 Da Herdade Do Deserto (Montemor O Novo): 1 Campanha (2016);
25. Monumento Cistóide Capelinha 2 (Reguengos De Monsaraz): 1 Campanha (2000);
26. Porto Covo (Cascais) 1 Campanha (1993);
27. Roça Do Casal Do Meio (Sesimbra): 1 Campanha (2013);
28. Tholos Da Eira Dos Palheiros (Alcoutim): 1 Campanha (1983).

- monumentos violados, sem espólio.

Lista presente em 

## Contributos e ideias (à vol d'oiseau)
No plano das ideias, teorizou pela primeira vez a aplicação do modelo da Revolução dos Produtos Secundários de Andrew Sherratt à Pré-História do Sul portuguesa, num processo que apelidou de enxameamento, elencando os produtos secundários (que podem ser extraídos mais do que uma vez) como o principal mecanismo para a ocupação de novas terras pouco povoadas: 
«É pois minha convicção que o enxameamento de populações preexistentes pode ser uma das explicações, se não a principal, para a colonização de espaços de baixa densidade de povoamento e só tornados apetecíveis ou usáveis pela consolidação e uso generalizado das tecnologias que derivam da Revolução dos Produtos Secundários.
Definiu o conceito de megalitismo como «um complexo conjunto de prescrições mágico-religiosas relacionadas com a morte, e não apenas, redutoramente, como um tipo de arquitectura funerária».
Criou o conceito de megalitismo «de gruta», a propósito dos espólios da gruta da Galinha, Marmota, Carrascos e as grutas de Alcobaça.
Elaborou as primeiras normas descritivas e glossários para a compreensão e estudo das placas de xisto gravadas, com o Projecto Placa Nostra. Este intento lograria ainda as primeiras sistematizações desta materialidade em território nacional.
Foi pioneiro nas leituras da arqueoastronomia megalítica em Portugal (1992, a propósito do conjunto de Reguengos de Monsaraz).
A propósito das representações das placas de xisto gravadas, foi um dos proponentes da ideia destas se tratarem, em parte, «de uma figuração de uma (ou mais) divindade(s) feminina(s), mais concretamente de uma "Deusa-Mãe"».
Estabeleceu e organizou os Artefactos Votivos de Calcário (ou AVC), enquadrando-os num complexo mágico-religioso distinto e mais tardio do que das placas de xisto.

## Publicações seleccionadas
- GONÇALVES, V. S. (1971) – O Castro da Rotura e o Vaso Campaniforme. Setúbal: Assembleia Distrital de Setúbal. 271 p.
- GONÇALVES, V. S. (1978) – A neolitização e o megalitismo da região de Alcobaça. Lisboa: Secretaria de Estado da Cultura.
- GONÇALVES, V. S. (1978). Para um programa de Estudo do Neolítico em Portugal. Zephyrus, 28-29, 147-162.
- GONÇALVES, V. S. (1982) – O povoado calcolítico do Cabeço do Pé da Erra (Coruche). CLIO. Lisboa: Centro de História da Universidade de Lisboa. 4. p. 7-18.
- GONÇALVES, V. S. e DAVEAU, S. (1985) – A evolução holocénica do Vale do Sorraia e as particularidades da sua antropização (Neolítico e Calcolítico). In Actas da I Reunião do Quaternário Ibérico. Lisboa: Centro de Estudos Geográficos da Universidade de Lisboa. 2. p. 187-197.
- GONÇALVES, V. S. (1989) – Megalitismo e Metalurgia no Alto Algarve Oriental. Uma perspectiva integrada. Lisboa: INIC/UNIARQ. 2 vols.
- GONÇALVES, V. S. (1989) – Manifestações do sagrado na Pré-História do Ocidente Peninsular. 1. Deusa(s)-Mãe, placas de xisto e cronologias: uma nota preambular. Almansor. Montemor-o-Novo: Câmara Municipal. 7. p. 289-302.
- GONÇALVES, V. S. (1992) – Revendo as antas de Reguengos de Monsaraz. Lisboa: UNIARQ/INIC. 264 pp.
- GONÇALVES, V. S. (1993) – Manifestações do sagrado na Pré-História do Ocidente Peninsular. 3. A Deusa dos olhos de sol. Um primeiro olhar. Revista da Faculdade de Letras de Lisboa. 15. 5ª série. p. 41-47.
- GONÇALVES, V. S., e SOUSA, A. C. (1997) – A propósito do grupo megalítico de Reguengos de Monsaraz e das origens do megalitismo no Ocidente peninsular. Actas do colóquio internacional O Neolítico atlántico e as orixes do megalitismo. Santiago de Compostela. UISPP. p. 609-634.
- GONÇALVES, V. S. (1999) – Reguengos de Monsaraz, territórios megalíticos. Lisboa: Câmara Municipal de Reguengos de Monsaraz, 151 p.
- GONÇALVES, V. S., ed. (2000) – Muitas antas, pouca gente?. Actas do 1º Colóquio Internacional sobre Megalitismo. Lisboa: Instituto Português de Arqueologia, 319 p.
- GONÇALVES, V. S. (2003) – STAM-3, A anta 3 da Herdade de Santa Margarida (Reguengos de Monsaraz). Lisboa: IPA, 472 p.
- GONÇALVES, V. S. (2003) – Sítios, «Horizontes» e artefactos. Estudos sobre o 3º milénio no Centro e Sul de Portugal. 2ª edição revista e aumentada com dois novos textos. Câmara Municipal de Cascais, 380 p.
- GONÇALVES, V. S., ed. (2003) – Muita gente, poucas antas? Espaços, Origens e Contextos do Megalitismo. Actas do 2º Colóquio internacional sobre Megalitismo. Reguengos de Monsaraz, 2000.
- GONÇALVES, V. S. (2003) – Manifestações do sagrado na Pré-História do Ocidente Peninsular. 4. «A síndrome das placas loucas». Revista Portuguesa de Arqueologia. Lisboa. 6:1, p. 131-157.
- GONÇALVES, V. S. (2004) – Cascais há 5000 anos, espaços da morte das antigas sociedades camponesas. Museu Nacional de Arqueologia.
- GONÇALVES, V. S. (2004) – Manifestações do sagrado na Pré-História do Ocidente peninsular. 5. O explícito e o implícito. Breve dissertação, invocando os limites fluidos do figurativo, a propósito do significado das placas de xisto gravadas do terceiro milénio a.n.e. Revista Portuguesa de Arqueologia. Lisboa. 7:1; p. 165-183.
- GONÇALVES, V. S. (2004) – As placas de xisto gravadas dos monumentos colectivos de Aljezur. Arqueólogo Português. 22.P. 163-318.
- GONÇALVES, V. S. (2004) – As deusas da noite: o projecto «PLACA NOSTRA» e as placas de xisto gravadas da região de Évora. Revista Portuguesa de Arqueologia. Lisboa. 7:2; p. 49-72.
- GONÇALVES, V. S. (2006) – Manifestações do sagrado na Pré-História do Ocidente peninsular. 7. As Placas Híbridas: Definição do conceito, alguns poucos exemplos e, de novo, os possíveis significados das placas. Revista Portuguesa de Arqueologia. Lisboa. 9:2; p. 27-59.
- GONÇALVES, V. S. (2007) – Manifestações do sagrado na Pré-História do Ocidente peninsular. 8. Sete placas de xisto gravadas (e algumas outras a propósito). O Arqueólogo Português. Lisboa. S. 4. Vol. 24, p. 167-231.
- GONÇALVES, V. S. (2007) – Breves reflexões sobre os caminhos das antigas sociedades camponesas no Centro e Sul de Portugal. Estudos Arqueológicos de Oeiras. Oeiras. 15, p. 79-94.
- GONÇALVES, V. S. (2008) – A utilização pré-histórica da Gruta de Porto Covo (Cascais). Uma revisão e algumas novidades. Cascais: Câmara Municipal. [Colecção Cascais, Tempos Antigos, #1], 203 p.
- GONÇALVES, V. S. (2008) – Na primeira metade do 3º milénio a.n.e., dois subsistemas mágico-religiosos no Centro e Sul de Portugal. In HERNÁNDEZ PÉREZ, M.; SOLER DÍAZ, J.; LÓPEZ PADILLA, J., eds. Actas del IV Congresodel Neolítico Peninsular. Alicante: MARQ. Tomo II, p. 112-120.
- GONÇALVES, V. S. (2009) – As ocupações pré-históricas das furnas do Poço Velho (Cascais). [Colecção Cascais, Tempos Antigos, #3] Cascais: Câmara Municipal. 591 p.
- GONÇALVES, V. S. (2009) – Construir para os mortos. Grutas artificiais e antas na Península de Lisboa. Algumas leituras prévias. Estudos Arqueológicos de Oeiras. 17. Oeiras: Câmara Municipal. P. 237-260.
- GONÇALVES, V. S.; SOUSA, A. C., eds. (2010) – Transformação e mudança no Centro e Sul de Portugal no 3º milénio a.n.e. Actas do Colóquio Internacional. Cascais: Câmara Municipal [Colecção Cascais, Tempos Antigos, #2], 581 p.
- GONÇALVES, V. S. (2011) – As placas de xisto gravadas (e os báculos) do sítio do Monte da Barca (Coruche). Lisboa: UNIARQ. Cadernos da UNIARQ. 7, 183 p.
- SOUSA, A.C.; GONÇALVES. V. S. (2012) – In and out. Tecnologias, símbolos e cultura material. Interacções e identidades regionais no Centro e Sul de Portugal no 3º milénio a.n.e. In CONGRESO INTERNACIONAL REDES EN EL NEOLÍTICO. Circulación e intercambio de materias, productos e ideas en el Mediterráneo Occidental (VII-III milenio AC). Rubricatum, 5, Barcelona. p. 383-392.
- GONÇALVES, V. S. (2013) – No limite oriental do Grupo megalítico de Reguengos de Monsaraz. Évora: DRCALEN. 521 p.
- GONÇALVES, V. S.; SOUSA, A. C.; MARCHAND, G. (2013) – Na margem do Grande Rio. Lugares de povoamento das antigas sociedades camponesas junto ao Guadiana e à Ribeira do Álamo. Évora: DRCALEN. 616 p.
- GONÇALVES, V. S.; SOUSA, A. C. (2014) – Coruche e as antigas sociedades camponesas. In Coruche, o céu, a terra e os homens. Coruche: Câmara Municipal, p. 39-67.
- GONÇALVES, V. S.; DINIZ, M.; SOUSA, A. C., eds. (2015) – Actas do 5º Congresso do Neolítico Peninsular. Lisboa: UNIARQ. Colecção estudos & memórias, 8. 682 p.
- GONÇALVES, V. S.; SOUSA, A. C. (2017) – The Shadows of the Rivers and the Colours of Copper. Some Reflections on the Chalcolithic Farm of Cabeço do Pé da Erra (Coruche, Portugal) and its Resources. In Martin Bartelheim, Primitiva Bueno Ramírez and Michael Kunst (Eds.), Key Resources and Sociocultural Developments in the Iberian Chalcolithic. RessourcenKulturen 6 (Tübingen Library Publishing) Tübingen 2017 (ISBN 978-3-946552-12-3). p. 167-200.
- GONÇALVES, V. S. ed (2017) - Sinos e Taças. Junto ao oceano e mais longe. Aspectos da presença campaniforme na Península Ibérica. Lisboa: UNIARQ. [Colecção estudos e memórias, 10].
- GONÇALVES, V. S.; SOUSA, A. C.; ANDRADE, M. (2017) – O Barranco do Farinheiro (Coruche) e a presença campaniforme na margem esquerda do baixo Tejo. In GONÇALVES, V. S. - Sinos e Taças. Junto ao oceano e mais longe. Aspectos da presença campaniforme na Península Ibérica. Lisboa: UNIARQ. [Colecção estudos e memórias, 10].
- GONÇALVES, V. S., SOUSA, A. C.; SANTOS, M.; BOTTANI, C.; M., J. (2018) - The use of gold at the rock-cut tomb necropolis of Casal do Pardo (Quinta do Anjo, Palmela, 3200–2000 BCE). Madrider Mitteilungen. 59, p. 66-96.
- GONÇALVES, V. S., SOUSA, A. C. (2018) – Casas Novas, numa curva do Sorraia (no 6.º milénio a.n.e. e a seguir) [estudos & memórias, 11]. Lisboa: UNIARQ/ FL-UL, 280 p.
- GONÇALVES, V. S.; ANDRADE, M. C. (2020) - The megalithic clusters of Deserto and Barrocal das Freiras (Montemor-o-Novo, Middle Alentejo) in the building of the sacred landscapes of ancient peasant societies of the 4th and 3rd millennia BCE. Ophiussa · Volume 4, 2020, p. 05-30.

## Galeria
Para um acervo de fotografias atinentes ao Professor Victor dos Santos Gonçalves, ver 